# Összegmentes halmaz
Az additív kombinatorika és számelmélet területén egy G Abel-csoport A részhalmaza akkor összegmentes (sum-free), ha az A⊕A összeghalmaz és az A diszjunktak. Más megfogalmazásban, A akkor összegmentes, ha az {\displaystyle a+b=c} egyenletnek nincs megoldása {\displaystyle a,b,c\in A}-ban.
Például a páratlan számok az egész számok összegmentes részhalmaza, vagy az {1,...,N} (N páros) számok nagy összegmentes részhalmaza az  {N/2+1, ..., N} halmaz. A Fermat–Wiles-tétel úgy is megfogalmazható, hogy a nemnulla n-edik hatványok az n > 2 egészek összegmentes részhalmazát alkotják.
Néhány alapvető, az összegmentes halmazokkal kapcsolatos kérdés:
- Egy N egészre az {1, ..., N} halmaznak hány összegmentes részhalmaza létezik? Ben Green megmutatta,[1] hogy a válasz {\displaystyle O(2^{N/2})}, ahogy azt a Cameron–Erdős-sejtés[2] megjósolta (lásd Sloane:  A007865).
- Egy G Abel-csoportnak hány összegmentes részhalmaza létezik?[3]
- Mekkora a legnagyobb összegmentes részhalmaza egy G Abel-csoportnak?[3]

Egy összegmentes halmaz akkor maximális, ha nem valódi részhalmaza egy másik összegmentes halmaznak.